# Керченский рабочий
«Керченский рабочий», ранее «К труду», «Труд», «Известия Керченского уисполкома и укома РКП», «Красная Керчь» — общественно-политическая газета на русском языке, издаваемая в Керчи, в настоящее время орган Керченского городского совета. Основана в 1921 году. Выходит три раза в неделю на 12 полосах.

## История
Издание было основано в 1921 году, первый номер вышел 12 марта. Печаталась в 1-й Советской типографии Р.В.Ц. в Керчи. Городская газета в Керчи с приходом Советской власти стала называться «К труду», позже была переименована «Труд», «Известия Керченского уисполкома и укома РКП», «Красная Керчь», с 1931 года именуется «Керченский рабочий». Для итальянской общины Керчи благодаря коммунистам-политэмигрантам газета «Керченский рабочий» в 1920-е годы регулярно публиковала материалы на итальянском языке. В годы Великой Отечественной войны не выходила в период оккупации Крыма, возобновила выпуск 12 апреля 1944 года, на второй день после официального освобождения Керченского полуострова. В 1990-х годах выходила на одной полосе, до 2022 на 4 полосах. К началу 2022 года вышло 23 100 номеров издания.

## Характеристика издания
Выходит три раза в неделю — во вторник, четверг и субботу, тиражом 10 000 экземпляров. Распространяется через «Союзпечать» и по подписке. Объём газеты — 12 полос, с 22 марта 2022 года печать цветная. Основные рубрики: Официальный раздел, новости региона и города, прогноз погоды, головоломки и кроссворды, рекламный блок и частные объявления.
Адрес редакции: Керчь, улица Кирова, 15. Главный редактор — Щерба Юрий Никифорович.

## Главные редакторы
- Чернявский, Василий Иванович (1898—1937) — 1921—1923[7]
- Ходаков, Василий Яковлевич (1903—1978) — 1927[8]
- Анисимов М. — 1944[4]
- Щерба, Юрий Никифорович (род. 1947) — с 1997 года по н.в. Заслуженный журналист Украины (1998), Заслуженный журналист Республики Крым (2017)[9]

## Награды
- Почётная грамота Президиума Верховной Рады Автономной Республики Крым (12 марта 2001 года, Автономная Республика Крым, Украина) — за вклад в развитие средств массовой информации, высокий профессионализм и творческое мастерство сотрудников и в связи с 80-летием со дня основания газеты «Керченский рабочий»[10].